# Balta praestans
Balta praestans är en kackerlacksart som beskrevs av Morgan Hebard 1943. Balta praestans ingår i släktet Balta och familjen småkackerlackor. Inga underarter finns listade.